# Hyppolyt von Gemmingen

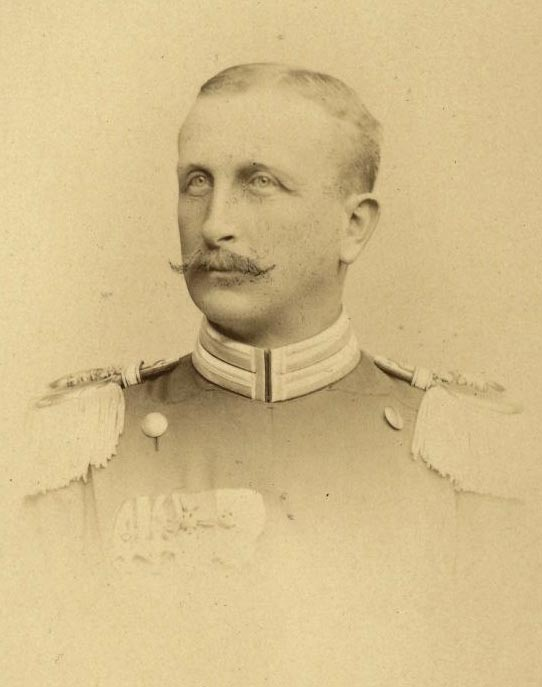
Hyppolyt von Gemmingen

Hyppolyt von Gemmingen (* 29. April 1856; † 1924) war ein württembergischer Generalmajor.

## Leben
Er entstammte dem Zweig Bonfeld Oberschloss innerhalb des 2. Astes (Bonfeld) der II. Linie (Gemmingen, Guttenberg) der Freiherren von Gemmingen und war der jüngste Sohn des sachsen-meiningischen Land-Oberjägermeisters Karl Weiprecht Reinhard von Gemmingen (1797–1882) aus dessen zweiter Ehe mit Hippolythe von Zeppelin (1821–1882). Die Familie lebte seit 1852 in Karlsruhe.
Er war 1895 Rittmeister im 1. württ. Ulanen-Regiment und stieg im württembergischen Militär bis zum Generalmajor auf.

## Familie
Er heiratete am 22. Oktober 1881 Josepha Teixeira de Vasconcellos (1857–1943). Die Ehe blieb kinderlos.
Er hatte zwar vier zu Jahren gekommene Halbbrüder, darunter Otto (1838–1892), doch blieben diese alle auch ohne männliche Nachkommen und hat Hyppolyt sie aufgrund des großen Altersunterschiedes von bis zu 19 Jahren alle überlebt. Er überlebte auch seine Vettern Karl (1838–1880) und Sigmund (1839–1918), so dass nach Hyppolyts Tod vom Zweig Bonfeld Oberschloss der Freiherren von Gemmingen nur noch Sigmunds Sohn Hans (1878–1940) lebte, mit dem der Zweig im Mannesstamm ausstarb.